# NGC 7837
NGC 7837 (другие обозначения — PGC 516, MCG 1-1-35, ZWG 408.34, ARP 246, NPM1G +08.0004, IRAS00042+0804) — спиральная галактика на расстоянии около 470 миллионов световых лет в созвездии Рыб. Галактику открыл астроном Альберт Март 29 ноября 1864 года. NGC 7837, предположительно, взаимодействует с NGC 7838, образуя объект Arp 246.
Этот объект входит в число перечисленных в оригинальной редакции «Нового общего каталога».